# Марк Пупий Пизон Фруги Кальпурниан
Марк Пу́пий Пизо́н Фру́ги Кальпурниа́н (лат. Marcus Pupius Pisō Frugi Calpurnianus; родился около 115 года до н. э. — умер между 60 и 47 годами до н. э., Рим, Римская республика) — древнеримский политический деятель и оратор, консул 61 года до н. э. Участвовал в восточных походах Гнея Помпея Великого, во время консулата сыграл важную роль в деле Публия Клодия Пульхра.

## Происхождение
По рождению Марк Пупий принадлежал к знатному плебейскому роду Кальпурниев, который вёл своё происхождение от Кальпа, легендарного сына второго римского царя Нумы Помпилия. Определить его происхождение точно не представляется возможным; ясно только, что это была ветвь Пизонов Фруги. Юный Пизон был усыновлён неким Марком Пупием, на тот момент пожилым человеком, и прежние когномен и агномен вошли в состав его нового имени — Марк Пупий Пизон Фруги (Marcus Pupius M. f. Piso Frugi).

## Биография
По словам Марка Туллия Цицерона, Марк Пупий был «современником» Квинта Гортензия Гортала, то есть родился около 115 года до н. э. Он рано снискал славу оратора (Цицерон пишет о «юношеских успехах»), а политическую карьеру начал в 83 году до н. э. с квестуры. Именно в тот год началась гражданская война между Луцием Корнелием Суллой и марианской «партией». Пизону выпало по жребию быть квестором при консуле Луции Корнелии Сципионе Азиатском, возглавившем одну из двух марианских армий, но он отказался приступить к обязанностям — «не тронул денег и не отправился к войску». Цицерон в связи с этим говорит, что Марк Пупий «показал свои политические убеждения, не изменяя ни чувству чести, ни обычаям предков»; в действительности квестор мог понять, что марианцы обречены на разгром, и вовремя перейти на сторону победителя.
В 75 году до н. э. Пизон баллотировался в курульные эдилы, но проиграл выборы Марку Сею. В 73 году до н. э. он был защитником в резонансном деле весталок, когда в прелюбодеянии были обвинены жрицы Лициния и Фабия и их предполагаемые любовники Марк Лициний Красс и Луций Сергий Катилина соответственно. Неизвестно, кого именно защищал Марк Пупий. В любом случае выступил он блестяще и добился оправдательного приговора, завоевав таким образом «большую славу».
Предположительно в 72 году до н. э. Пизон занимал должность претора. В источниках нет информации о его деятельности на этом посту, но исследователи предполагают, что именно во время претуры Марк Пупий добился принятия Lex Pupia, запрещавшего сенату заседать в те дни, когда собирались комиции. По истечении преторского года Пизон отправился с полномочиями проконсула в одну из западных провинций — либо Ближнюю Испанию, либо Дальнюю, став таким образом преемником Гнея Помпея Великого или Квинта Цецилия Метелла Пия, только что подавивших мятеж Сертория. Известно, что квестором при Марке Пупии был Луций Валерий Флакк и что по возвращении в Италию бывший наместник отпраздновал триумф (по бытовавшему в Риме мнению, незаслуженный).
В 67—62 годах до н. э. Марк Пупий был легатом, подчинявшимся Гнею Помпею. Во время войны с пиратами он командовал флотом в Геллеспонте и Пропонтиде, позже принимал участие в Третьей Митридатовой войне. В 63 году до н. э. он командовал одним из отрядов, взявших штурмом Храмовую гору в Иерусалиме. В 62 году до н. э. Пизон вернулся в Рим и победил на консульских выборах; его коллегой стал патриций Марк Валерий Мессалла Нигер.
Главным событием консулата Пизона и Мессалы стало скандальное дело Публия Клодия Пульхра: этот молодой аристократ проник в дом Гая Юлия Цезаря, когда там совершались таинства в честь Благой богини, что могло расцениваться как святотатство. Сенатское большинство было заинтересовано в предании Клодия суду. Пизону пришлось внести проект соответствующего постановления, хотя Клодий был его другом и союзником Помпея. В дальнейшем Марк Пупий постарался затянуть дело, в то время как Марк Валерий добивался суда и обвинительного приговора. Действия Пизона осудили Марк Порций Катон и Квинт Гортензий Гортал, а Цицерон в связи с этими событиями добился того, что Пизон не получил в управление Сирию. Во время выборов консулов на следующий год Марк Пупий энергично содействовал избранию ставленника Помпея Луция Афрания, в том числе с помощью подкупа. Ходили слухи, что он поселил в своём доме тех, кто непосредственно раздавал деньги избирателям; из-за этого сенату пришлось принять два постановления — о разрешении проводить обыски у магистратов и о запрете селить в своём доме раздатчиков денег.
После консулата Марк Пупий не упоминается в источниках. Известно, что в 47 году до н. э. в его доме в Риме жил Марк Антоний, так что к тому времени Пизон точно был мёртв. Согласно одной из гипотез, он умер ещё до начала гражданской войны между Помпеем и Цезарем; согласно другой, именно его имеет в виду Иосиф Флавий, сообщая о легате, вербовавшем для Помпея солдат на Делосе. Если справедлива вторая версия, Пизон погиб в одном из сражений на раннем этапе войны.

## Личность
Марк Туллий Цицерон в своих письмах к Титу Помпонию Аттику, датированных 61 годом до н. э., даёт Марку Пупию резко отрицательную характеристику. По его словам, Пизон был «человеком неумным и к тому же дурным», не хотел заботиться о делах Республики, был склонен к остротам, хотя не имел чувства юмора. Цицерон отмечает, что только благодаря «бездеятельности, сонливости и неопытности» Пизона остальные его отрицательные качества не имели пагубных последствий для Рима. Впрочем, в это время Марк Туллий плохо относился к Марку Пупию, поскольку тот, председательствуя в сенате как консул, не ему первому давал слово.

## Интеллектуальные занятия
Марк Пупий получил хорошее образование и, в частности, считался знатоком греческой культуры. Известно, что иногда он занимался «декламациями» в учебных целях вместе с Цицероном. Последний в своём трактате «Брут» называет Пизона в числе видных ораторов, современников Квинта Гортензия Гортала. По его словам, «природа наделила Пизона особенной остротой ума, а наукою он отточил её ещё больше; проявлялась она в искусных и ловких придирках к словам противника, часто — злых, нередко — натянутых, но иногда — остроумных». Из-за слабого здоровья он сделал перерыв в своей ораторской деятельности, но в 73 году до н. э. вернулся к ней и выступал в судах, пока сохранял работоспособность.

## Семья
Марк Пупий был женат на Аннии, которая перед тем была замужем за Луцием Корнелием Цинной. Когда заклятый враг последнего Сулла пришёл к власти, Пизон, чтобы ему угодить, дал Аннии развод. Гай Веллей Патеркул в связи с этим противопоставляет Марку Пупию Гая Юлия Цезаря, который в аналогичной ситуации отказался разводиться с дочерью Цинны. Одним из преторов 44 года до н. э. был некто Марк Пизон. Возможно, полное имя этого нобиля — Марк Кальпурний Пизон Фруги, и в этом случае он мог быть сыном Пизона Фруги Кальпурниана.